# Felice Cavagnis
Felice Cavagnis, italijanski rimskokatoliški duhovnik in kardinal, * 15. januar 1841, Bordogna, † 29. december 1906.

## Življenjepis
Leta 1863 je prejel duhovniško posvečenje.
20. junija 1893 je bil imenovan za protajnika znotraj Rimske kurije.
15. aprila 1901 je bil povzdignjen v kardinala in imenovan za kardinal-diakona S. Maria ad Martyres.